# Keswick River
Keswick River är ett vattendrag i Kanada.   Det ligger i provinsen New Brunswick, i den sydöstra delen av landet, 700 km öster om huvudstaden Ottawa.
I omgivningarna runt Keswick River växer i huvudsak blandskog. Runt Keswick River är det ganska glesbefolkat, med 24 invånare per kvadratkilometer.